# Tadián
Tadián es un municipio en la provincia de La Montaña en Filipinas. Conforme al censo del 2000, tiene 18 227 habitantes.

## Barangayes
Tadián se divide administrativamente en 19 barangayes.
| - Balaoa - Banaao - Bantey - Batayan - Bunga - Cadad-anan - Cagubatan - Duagan - Dacudac - Kayan East | - Lenga - Lubon (Lub-ong) - Mabalite - Masla - Pandayan - Población - Sumadel - Tue - Kayan West |